# György Carabelli
György Carabelli (Pest, 11 dicembre 1787 – Vienna, 24 ottobre 1842) è stato un odontoiatra ungherese e professore di chirurgia dentale a Vienna.

## Biografia
Georg Carabelli, cavaliere di Lunkaszprie, si laureò a Vienna e fu medico da campo dell'esercito austroungarico. In seguito fu dentista di corte dell'imperatore d'Austria e cofondatore della stomatologia clinica presso l'Università di Vienna . La cuspide di Carabelli, è stata illustrata per la prima volta nel suo manuale di anatomia orale, pubblicato nel 1842, e in seguito descritta nel suo manuale di odontoiatria, pubblicato postumo nel 1844. Ha scritto numerosi libri di testo e monografie. 
Dal 1953 una strada di Vienna sita nel 21º distretto porta il suo nome, essendo a tutt'oggi considerato il fondatore dell'odontoiatria scientifica. 

## Opere
- (DE)  Geschichtliche Übersicht der Zahnheikunde, Bd I. Wien(1831)
- (DE)  Systemisches Handbuch der Zahnheilkunde. Anatomie des Mundes, V2. Braunmüller und Seidel, Wien. (1844)